# Lubuskie Muzeum Wojskowe
Lubuskie Muzeum Wojskowe – początki muzeum w Drzonowie sięgają 1 stycznia 1978 roku, kiedy to powstał dział wojskowy w Muzeum Ziemi Lubuskiej. 

## Historia i ekspozycja
Placówka funkcjonuje samodzielnie od 8 maja 1985 roku, a od 2015 r. jest instytucją kultury Miasta Zielona Góra. Muzeum wpisane jest do Państwowego Rejestru Muzeów.
Siedzibę stanowi klasycystyczny pałac wraz z przylegającym do niego założeniem parkowym. W Muzeum znajduje się ponad 3500 eksponatów. Są tu zbiory: ciężkiego sprzętu wojskowego, lotnictwa militarnego, broni maszynowej, broni palnej, broni białej, uzbrojenia ochronnego, umundurowania, oporządzenia i wyposażenia, odznaczeń, dokumentów, map i zdjęć. W muzealnym pałacu prezentowane są czasowe i stałe ekspozycje: Broń dawna, Żołnierz polski 1914–1945, Kobiety-żołnierze, Wojsko Polskie po 1945 r., Salon myśliwski. Na terenie przeszło 4 ha parku oraz w pawilonie ekspozycyjnym prezentowane są kolekcje artylerii, rakiet, czołgów, transporterów opancerzonych, samochodów i ciężarówek wojskowych, samolotów myśliwskich i transportowych oraz helikopterów, a także skansen fortyfikacyjny. Wizytówkami muzeum są m.in. pistolet Vis wz. 32, dwa działa samobieżne SU-152, samolot ISKRA 200 BR. 16 kwietnia 1986 roku Lubuskiemu Muzeum Wojskowemu w Drzonowie nadano imię 2 Armii Wojska Polskiego.

## Ekspozycje stałe
- „Żołnierz Polski 1914–45”
- „Wojsko Polskie po 1945 roku”
- „Dawna Broń”
- „Kobiety-żołnierze”
- „Salon myśliwski”
- „Skansen Fortyfikacyjny”

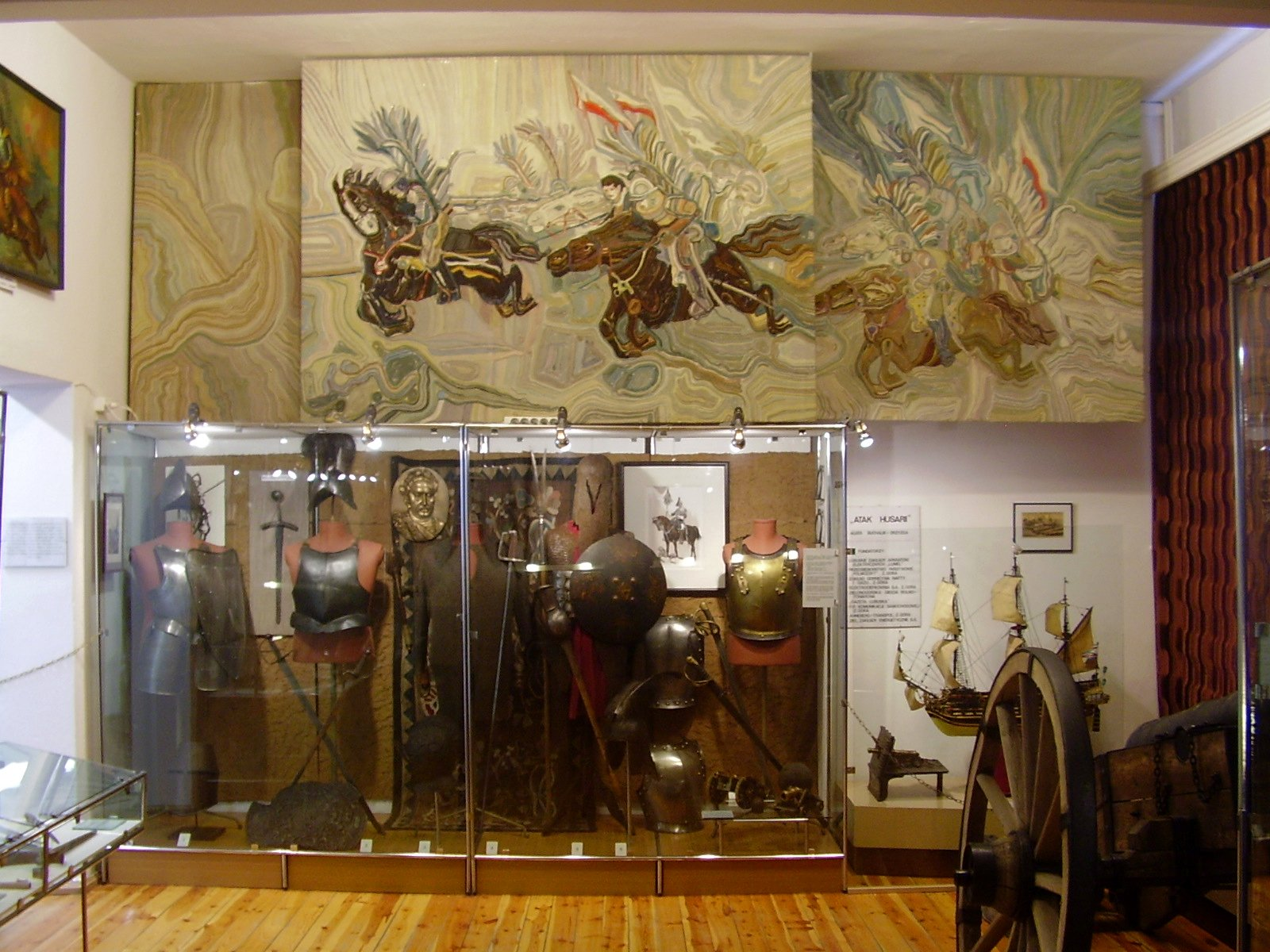
Dawna Broń
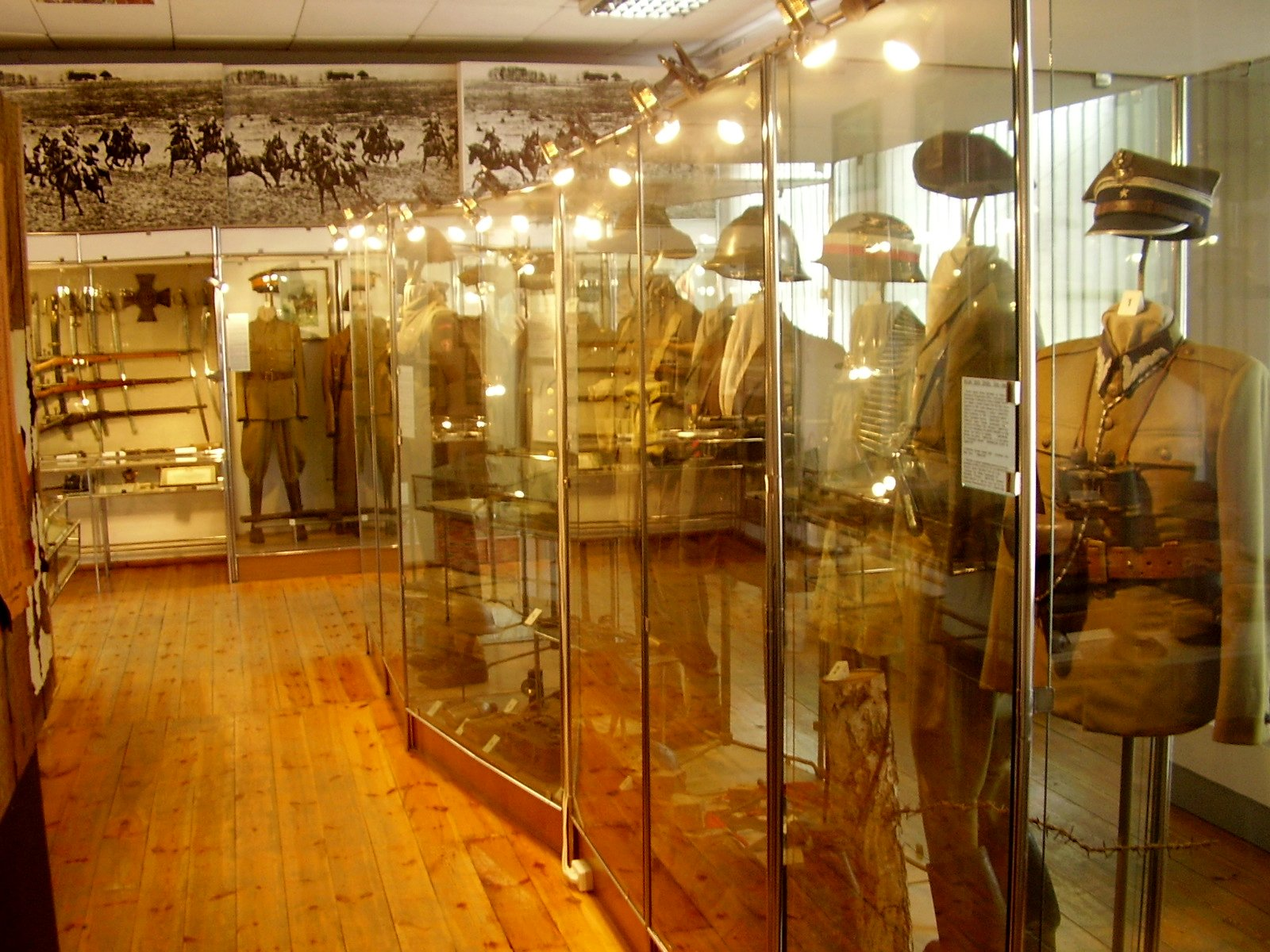
Żołnierz polski 1914–45. Zdjęcie ekspozycji sprzed modernizacji
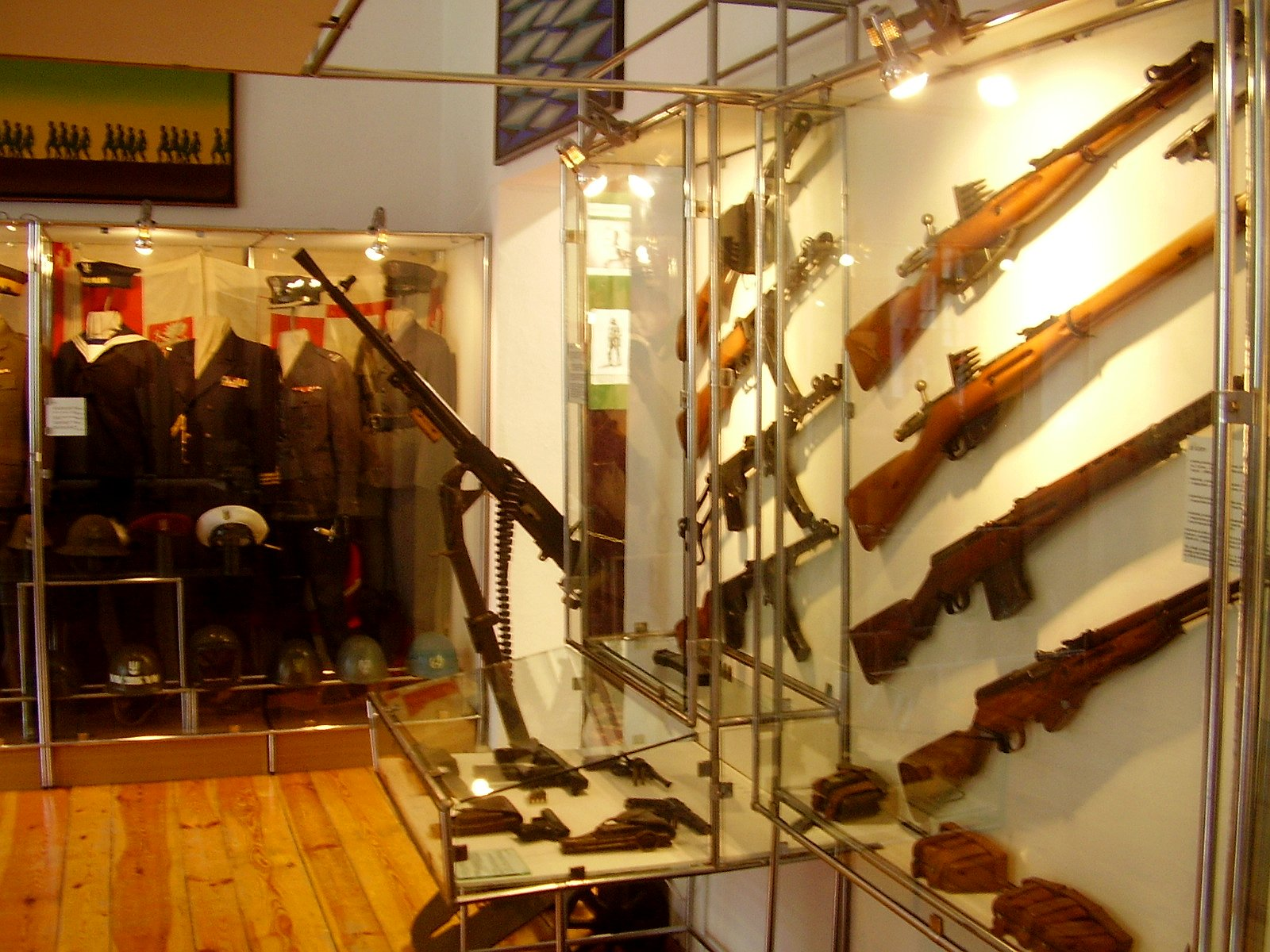
Wojsko Polskie po 1945 roku
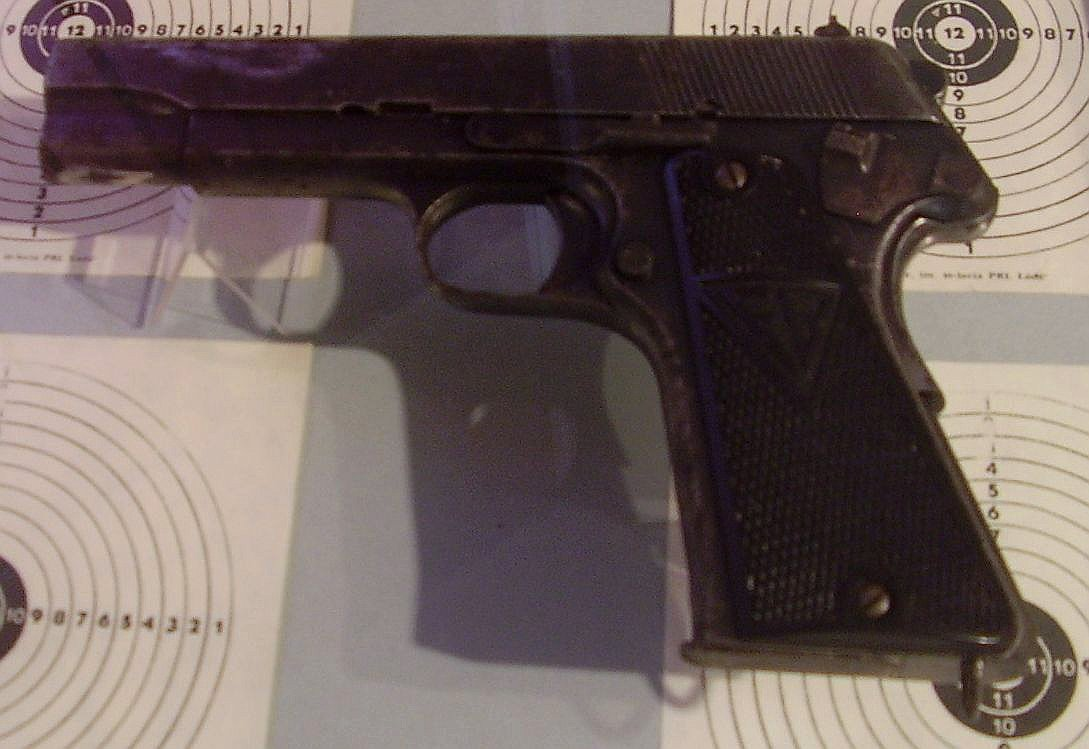
Pistolet Vis wz. 32
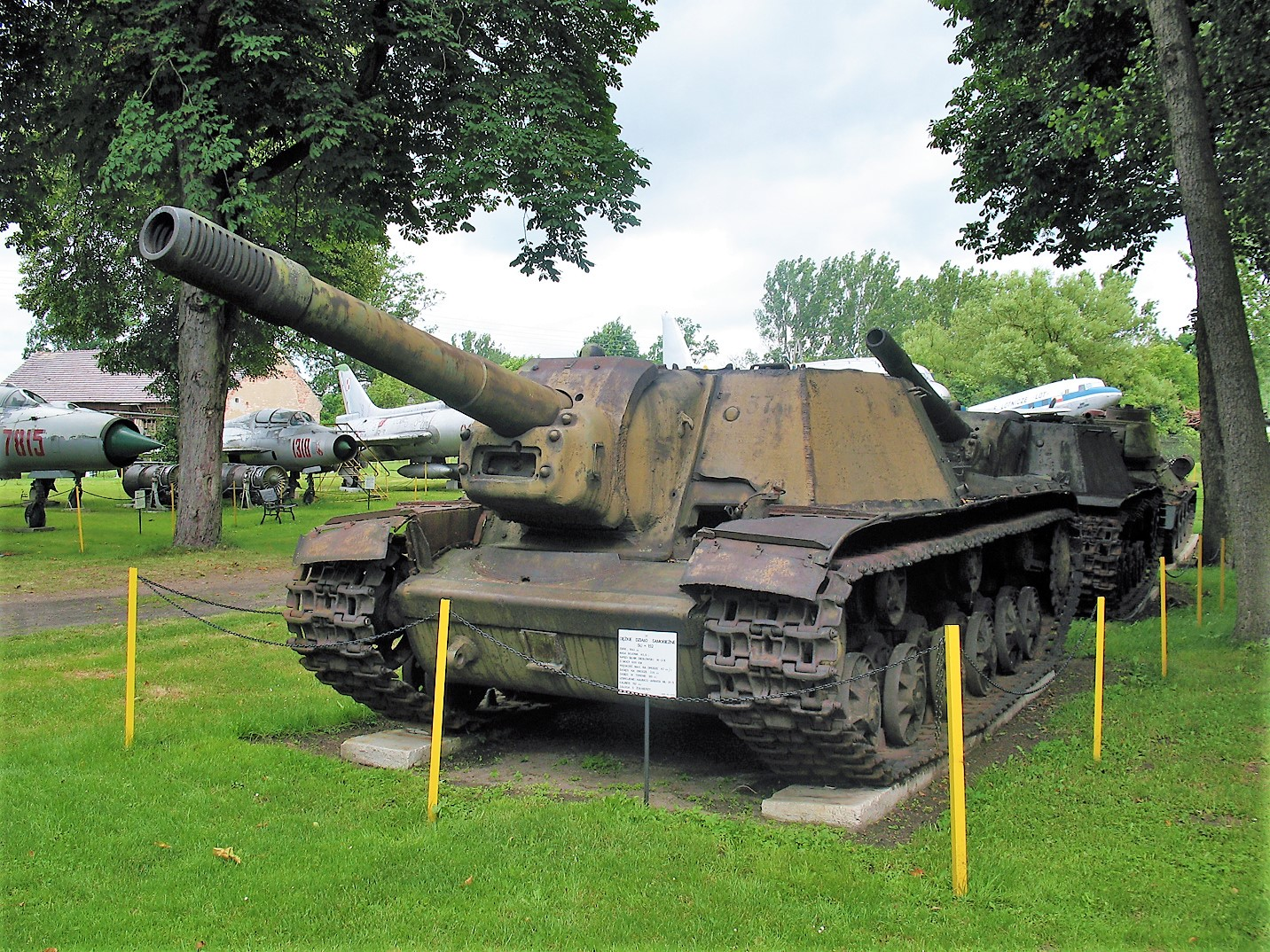
Sowieckie działo samobieżne SU-152
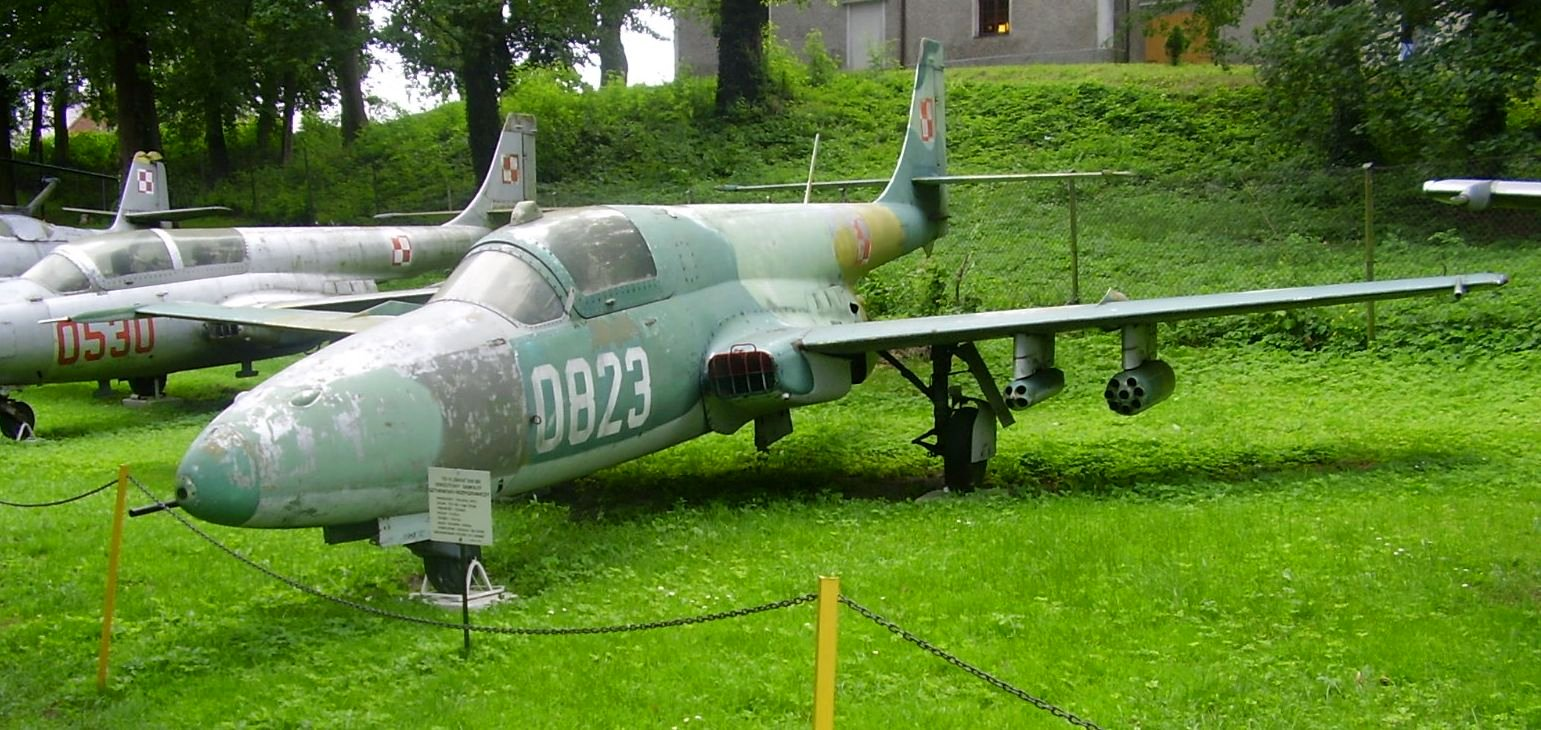
TS-11 Iskra 200 BR nr taktyczny 823, nr seryjny 4H-0823